# Sơn Hà, Bảo Thắng
Sơn Hà là một xã thuộc huyện Bảo Thắng, tỉnh Lào Cai, Việt Nam.
Xã Sơn Hà có diện tích 20,29 km², dân số năm 1999 là 4806 người, mật độ dân số đạt 237 người/km².

## Lịch sử
Ngày 15 tháng 10 năm 2024, Bộ Xây dựng ban hành Quyết định số 938/QĐ-BXD về việc công nhận đô thị Phố Lu (bao gồm thị trấn Phố Lu, xã Sơn Hà và một phần của xã Sơn Hải) đạt tiêu chí đô thị loại IV.